# Hongjiang
Hongjiang (洪江市S, HóngjiāngP) è una città-contea della Cina, situata nella provincia di Hunan e amministrata dalla prefettura di Huaihua.

## Storia
Nel 1997 la precedente città di Hongjiang fu unita alla contea di Qianyang per formare l'attuale città di Hongjiang. Tuttavia, gli abitanti di Hongjiang cercarono di resistere all'unione. Le ostilità e le incertezze si manifestarono inizialmente tra i residenti e le autorià locali, che culminarono nel 1999 con sommosse popolari. Le autorità diedero tacito consenso alla popolazione, costituendo così il distretto di Hongjiang dove prima sorgeva Hongjiang.